# Eoaleurina
Eoaleurina är ett släkte av svampar. Eoaleurina ingår i familjen Pyronemataceae, ordningen skålsvampar, klassen Pezizomycetes, divisionen sporsäcksvampar och riket svampar.